# Francesca De Beni
Francesca De Beni (Caprino Veronese, 2 gennaio 1980) è una calciatrice italiana, di ruolo portiere.

## Palmarès

### Club
- Campionato italiano di Serie A2: 1

Valpo Pedemonte: 2012-2013
- Campionato italiano di Serie B: 1

Bardolino: 1996-1997